# Aughagower
Aughagower o Aghagower (Achadh Fomhair in irlandese) è un piccolo villaggio della zona rurale del Mayo, nell'Irlanda occidentale, a circa 5 km da Westport. L'attuale Aughagower non è propriamente un centro urbano, essendo composto soltanto da alcune abitazioni e pub sparsi in maniera eterogenea in un contesto agricolo. Nonostante ciò, ha una fiorente storia artistica e culturale.
Si dice che Aughagower sia stata visitata da San Patrizio, nel suo viaggio per Croagh Patrick. È situata a metà della Tóchar Phádraig, un antico tratto della via peregrina da Croaghan (antica capitale del Connaught), e successivamente è diventata tappa del pellegrinaggio dalla Ballintubber Abbey fino a Croagh Patrick.

## Torre circolare

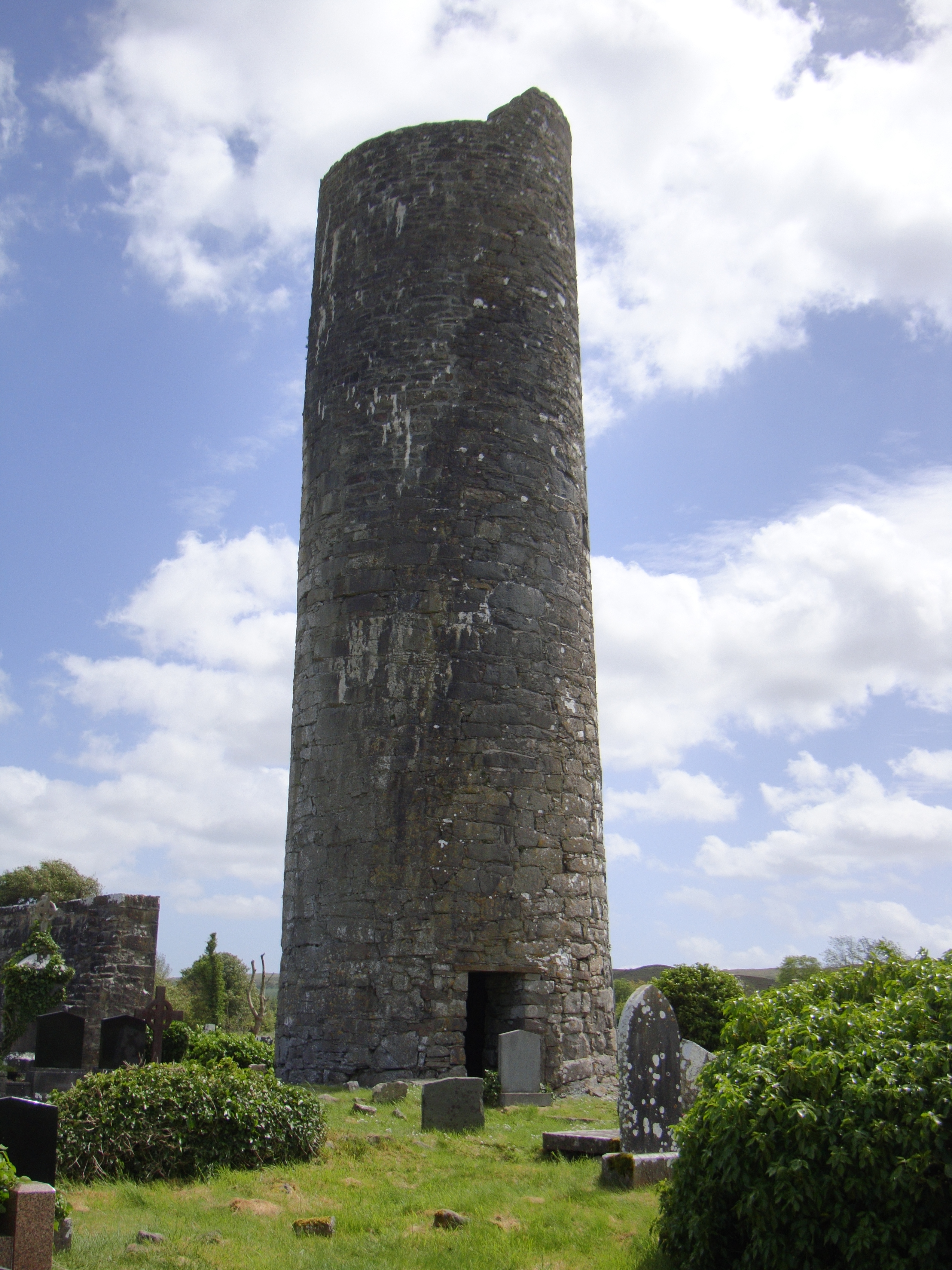
Torre di Aughagower

I ruderi di un'antica chiesa medievale si aggiungono al cimitero della moderna istituzione religiosa. Ciò che spicca è una torre circolare del X secolo, costruita tra il 973 e il 1013. 
Secondo una leggenda, il tetto fu colpito da un fulmine, che lo catapultò un miglio lontano, sulla collina di Tavenish. Una donna locale, sempre secondo folklore, avrebbe trasportato il pesante tetto di pietra davanti alla chiesa dove oggi ancora è situato.